# Bowser

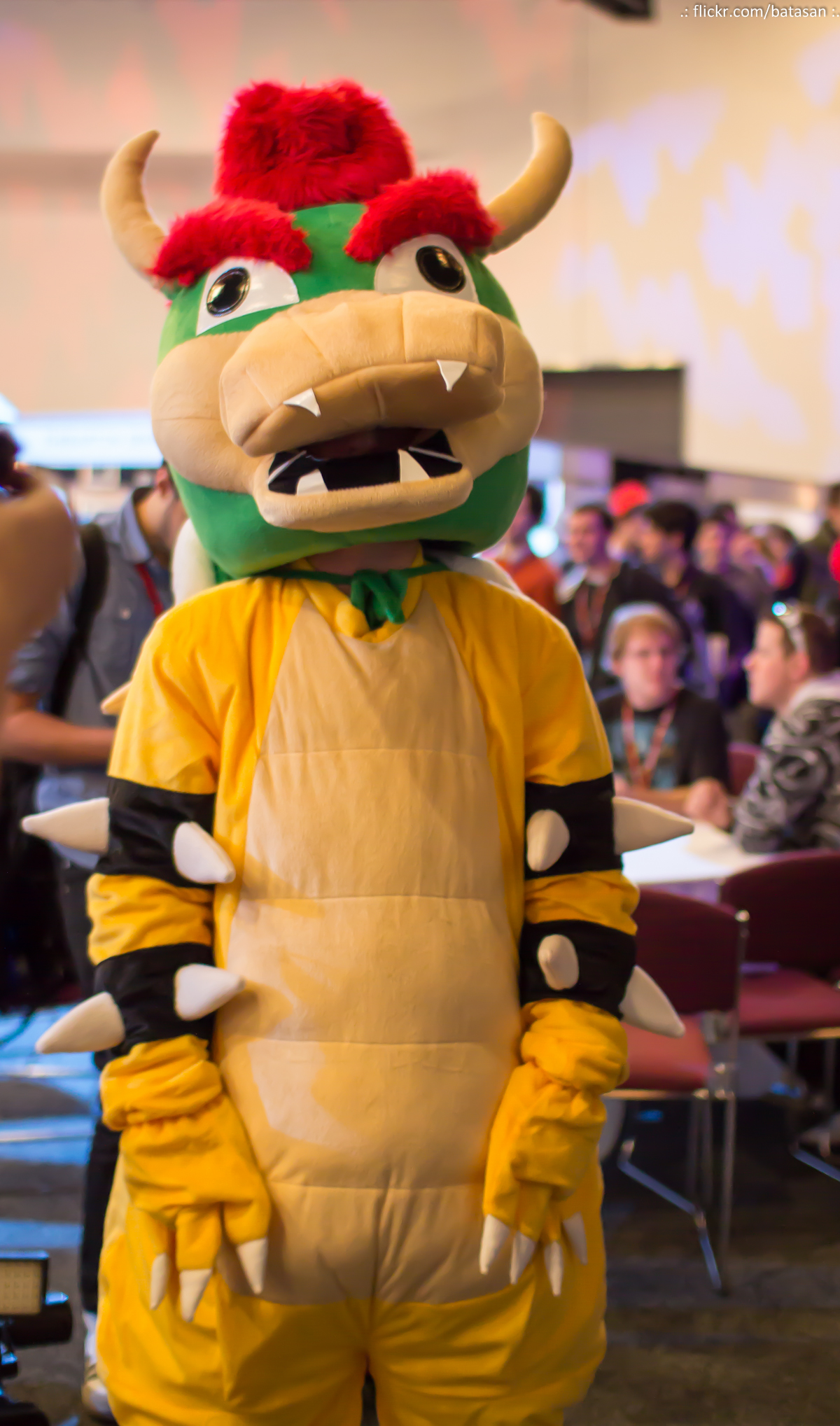
Cosplayer v roli Bowsera

Bowser (anglická výslovnost [baʊzər]IPA), nebo též King Koopa, je hlavní zápornou postavou ve většině her z herní série Super Mario. Poprvé se objevil ve hře Super Mario Bros.
Bowser vypadá jako obrovská želva (koopa) se žlutým tělem, zeleným ostnatým krunýřem, dvěma rohy na hlavě, dlouhými rudými vlasy a dvěma černými ostnatými náramky na každé ruce a na rameni. Ve většině her (kromě např. Super Mario Land, kde ho nahradil mimozemšťan Tatanga) je Bowser úhlavním nepřítelem Maria, Luigiho a Yoshiho, kvůli tomu, že neustále unáší princeznu Peach do svého hradu a ve hře Super Mario World uvěznil všechny dinosaury Yoshi do vajec a jejich mláďata unesl. Bowserovi slouží řada tvorů, kteří jsou taktéž Mariovi nepřátelé, a patří do nich např. Goomby nebo Koopy Troopy.
Bowser má celkem 8 dětí. Jeho děti jsou Bowser Jr. a tzv. Koopalingové, do nichž patří Larry, Morton, Wendy, Iggy, Roy, Lemmy a Ludwig. Děti svému otci Bowserovi pomáhají a sdílí s ním podobný cíl; zabránit Mariovi, aby zabil Bowsera a vysvobodil princeznu Peach. Koopalingové se poprvé objevili ve hře Super Mario Bros. 3 a následně ve hře Super Mario World.
Jeho kočičí varianta, která se objevuje ve hře Super Mario 3D World a následně ve hře Super Mario Maker 2, se nazývá Meowser.